# Treppo Grande
Treppo Grande (Trep Grant in friulano) è un comune italiano di 1 723 abitanti del Friuli-Venezia Giulia.

## Storia
Nel 1976 il comune fu devastato dal terremoto del Friuli, che provocò enormi crolli e danni.

### Simboli
Lo stemma e il gonfalone sono stati concessi con DPR dell'8 aprile 1975.
La strada lastricata ricorda l'antica via Julia, le spighe simboleggiano la fertilità dei campi, mentre la mucca gli estesi pascoli esistenti.
Il gonfalone è un drappo trinciato di giallo e di rosso.

## Monumenti e luoghi d'interesse
- Chiesa dell'Immacolata Concezione nel capoluogo comunale
- Chiesa di San Michele Arcangelo a Vendoglio

## Società

### Evoluzione demografica
Abitanti censiti

### Lingue e dialetti
A Treppo Grande, accanto alla lingua italiana, la popolazione utilizza la lingua friulana. Ai sensi della Deliberazione n. 2680 del 3 agosto 2001 della Giunta della Regione autonoma Friuli-Venezia Giulia, il Comune è inserito nell'ambito territoriale di tutela della lingua friulana ai fini della applicazione della legge 482/99, della legge regionale 15/96 e della legge regionale 29/2007.
La lingua friulana che si parla a Treppo Grande rientra fra le varianti appartenenti al friulano centro-orientale.

## Amministrazione

### Gemellaggi
Treppo Grande è gemellato dal 2006 con il comune umbro di Scheggia e Pascelupo, in provincia di Perugia e con il comune di Strassburg (Austria).
- Scheggia e Pascelupo, dal 2006
- Strassburg